# Przeginia (Siemianice)
Przeginia (kaszb. Przeginiô, niem. Prinzenhof) – część wsi Siemianice w Polsce, położona w województwie pomorskim, w powiecie słupskim, w gminie Redzikowo.
W latach 1975–1998 Przeginia położona była w województwie słupskim.

## Nazwa
Nazwa, o niskiej dziś żywotności, jest tzw. chrztem nazewniczym i ma charakter pseudotopograficzny. Wywodzi się od nazwy pospolitej przeginia „rozpadlina, nierówna, niedostępna powierzchnia” i została najprawdopodobniej przeniesiona ze wsi Przeginia w województwie małopolskim. Pierwotna niemiecka nazwa Prinzenhof, pierwszy raz wzmiankowana w 1935, ma charakter kulturowy i powstała z dwóch członów-nazw pospolitych: Prinz „książę” i Hof „dwór”.
Rada Języka Kaszubskiego proponuje kaszubską formę Przeginiô.